# Franz Maximilian Jahnus von Eberstädt
Franz Jahnus, avstrijski general, * 16. avgust 1711, † 26. januar 1772.